# Fissidens subhumilis
Fissidens subhumilis är en bladmossart som beskrevs av Catcheside 1980. Fissidens subhumilis ingår i släktet fickmossor, och familjen Fissidentaceae. Inga underarter finns listade i Catalogue of Life.